# 麗 (u ra ra)
『麗 (u ra ra)』（うらら）は1984年3月5日にリリースされた門あさ美の6枚目のアルバムである。

## 収録曲
全曲作詞・作曲：門あさ美　編曲：惣領泰則。

### Side A
1. GIN GIN (3:57)
2. ルナ色の異星人 (3:51)
3. 豪華なたくらみ (3:07)
4. 進入禁止BOY (3:04)
5. ゆりかご (4:32)

### Side B
1. 美姫伝説 (3:19)
2. 東京タワー・シック (2:46)
3. ニューウェイブアイドル (3:11)
4. プリンスとジャンパーとプリンセス (3:40)
5. 120分のコラージュ (5:49)

## リリース日一覧
| 地域 | リリース日     | レーベル                               | 規格                      | カタログ番号 | 備考         |
| ---- | -------------- | -------------------------------------- | ------------------------- | ------------ | ------------ |
| 日本 | 1984年3月5日   | ユニオン                               | 30cmLP                    | UL-11        |              |
| 日本 | 1984年3月5日   | ユニオン                               | カセット                  | U4BC-32      |              |
| 日本 | 1985年6月21日  | ユニオン                               | 12cmCD                    | 30CH-37      |              |
| 日本 | 1990年11月21日 | コンチネンタル                         | 12cmCD                    | TECN-18058   |              |
| 日本 | 2005年8月4日   | ヤマハミュージックコミュニケーションズ | デジタル・ダウンロード    | 74917216     | iTunes Store |
| 日本 | 2007年10月24日 | ビクターエンタテインメント             | デジタルリマスター 12cmCD | VICL-62615   | 紙ジャケット |